# Йозеф Иноценц фон Тун-Хоенщайн-Кастелфондо
Йозеф Иноценц фон Тун-Хоенщайн-Кастелфондо (на немски: Joseph Innocenz von Thun-Hohenstein-Castell Fondo; * 20 декември 1761, Тренто; † 20 август 1842, Чивецано) е граф, благородник от род Тун и Хоенщайн, Кастелфондо в Южен Тирол.

## Произход и наследство
Той е големият син на граф Йохан Вигил Карл фон Тун-Хоенщайн (1728 – 1788) и съпругата му графиня Анна Мария Йозефа Колона фон Фелс (1741 – 1819). Брат е на Емануел Мария фон Тун-Хоенщайн (1763 – 1818), княжески епископ на Тренто (1800 – 1818), и Арбогаст Амадеус Пийус фон Тун-Хоенщайн-Зарданя (1773 – 1851). Роднина е на кардинал Гуидобалд фон Тун и Хоенщайн (1616 – 1668), княжески архиепископ на Залцбург (1654 – 1668) и епископ на Регенсбург (1666 – 1668).
Господарите фон Тун получават през 1471 г. замък Кастелфондо в Трентино-Южен Тирол.

## Фамилия
Йозеф Иноценц се жени на 18 юни 1793 г. за графиня Мария Анна Луиза Фугер фон Нордендорф (* 31 май 1774, Нордендорф; † 10 март 1852, Тренто), внучка на граф Марквард Евзтах Фугер фон Кирхберг-Вайсенхорн (1661 – 1732), дъщеря на Йохан Карл Евзтах Франц фон Фугер фон Нордендорф (1709 – 1784) и втората му съпруга графиня Мария Анна фон Арц фон и цу Фазег (1747 – 1822). Те имат 11 деца:
- Мария Анна Емануела (* 1 юли 1794; † 4 март 1821), омъжена 1813 г. за граф Леополд фон Арко (* 9 март 1786; † 3 април 1847)
- Алойзия Максимилиана (* 4 март 1797)
- Йозефина (* 19 април 1798)
- Ромедиус Емануел (* 1800; † млад)
- София Максенция (* 28 април 1802; † 26 февруари 1861), омъжена на 28 април 1823 г. за граф Леополд фон Арко (* 9 март 1786; † 3 април 1847), вдовец на сестра ѝ Мария Анна Емануела
- Амалия Мария Максимилиан (* 2 март 1804, Тренто; † 20 януари 1866, Епан), омъжена на 28 янюари 1827 г. в Тренто за граф Карл Антон Куен фон Белази граф фон Лихтенберг (* 1 март 1800, Ст. Михаел в Епан; † 27 абгуст 1866, Епан)
- Каролина (* 30 декември 1806), омъжена 1836 г. за граф Джироламо Цезарини-Сфорца
- Гуидобалд Мария (* 25 май 1808, Тренто; † 3 октомври 1865, Тренто), женен на 29 януари 1834 г. в Мантуа за Тереза Гуиди дей Марчези ди Баньо (* 17 август 1813, Мантуа; † 16 май 1881, Триент); имат 16 деца
- Георг (* 14 май 1810; † 25 февруари 1811)
- Изабела (* 27 май 1812; † 15 декември 1882)
- Йохан (* 9 септември 1814; † 15 юли 1817)